# Gogoșu (župa Mehedinți)
Gogoșu je rumunská obec v župě Mehedinți. V roce 2011 zde žilo 3 799 obyvatel. Obec se skládá ze čtyř částí. Území obce leží u hranic Rumunska se Srbskem, které zde tvoří řeka Dunaj.

## Části obce
- Gogoșu – 1 028 obyvatel
- Balta Verde – 1 165
- Burila Mică – 833
- Ostrovu Mare – 773